# Renown-klass
Renown-klass var en fartygsklass som bestod av ett par slagkryssare som byggdes under första världskriget för brittiska Royal Navy. De kölsträcktes ursprungligen som förbättrade versioner av Revenge-klassens slagskepp. Deras konstruktion avbröts vid krigsutbrottet på grund av att de inte skulle vara klara i tid. När Amiral Lord Fisher blev förste sjölord gav han tillstånd att omstarta konstruktionen som slagkryssare som kunde byggas och tas i bruk snabbt. Director of Naval Construction (DNC) Eustace Tennyson-D'Eyncourt arbetade snabbt fram en helt ny design för att möta Amiral Lord Fishers krav och byggarna gick med på att leverera fartygen inom en tidsram på 15 månader. De hade inte riktigt uppfyllt detta ambitiösa mål, men de levererades några månader efter slaget vid Jylland 1916. De var världens största och snabbaste stora fartyg vid färdigställandet. 
Repulse var det enda fartyget i sin klass som deltog i strid under första världskriget när hon deltog i andra slaget vid Helgolandsbukten 1917. Båda fartygen rekonstruerades två gånger under krigen. Rekonstruktionen under 1920-talet ökades dess pansarskydd och gjorde mindre förbättringar medan rekonstruktionen under 1930-talet var mer grundlig, särskilt för Renown. Repulse åtföljde slagkryssaren Hood under Special Service Squadrons jordenruntkryssning 1923–24 och skyddade brittiska intressen under spanska inbördeskriget åren 1936-39. Renown transporterade ofta kungligheter på deras utlandsturnéer och tjänstgjorde som flaggskepp i Battlecruiser Squadron när Hood upprustades.
Båda fartygen deltog i andra världskriget. De sökte efter det tyska fickslagskeppet Admiral Graf Spee 1939, deltog i fälttåget i Norge april–juni 1940 och sökte efter det tyska slagskeppet Bismarck 1941. Repulse sänktes den 10 december 1941 i Sydkinesiska sjön utanför Kuantan, Pahang av japanskt flyg. Renown tillbringade mycket av 1940 och 1941 i Force H vid Gibraltar där hon eskorterade konvojer samt deltog i strid i det resultatlösa slaget vid Kap Spartivento. Hon tillhörde under en kort tid Home Fleet och beskyddade flera Arktiskonvojer i början av 1942. Fartyget överfördes tillbaka till Force H inför Operation Torch och genomgick översyn under större delen av 1943 eller transporterade Winston Churchill och hans stab till och från olika konferenser med olika allierade ledare. I början av 1944 överfördes Renown till Eastern Fleet i Indiska oceanen där hon understödde flera anfall på japanskockuperade anläggningar i Indonesien och olika ögrupper i Indiska oceanen. Fartyget återvände till Home Fleet i början av 1945 för översyn innan hon placerades i reserven efter krigsslutet. Renown såldes för skrotning 1948.